# ドラゴン騎士団

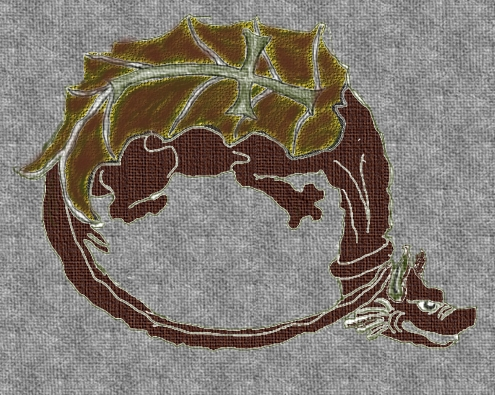
記章

ドラゴン騎士団（ドラゴンきしだん、ラテン語：Societas Draconistrarum, ハンガリー語：Sárkány Lovagrend, ドイツ語：der Drachenorden）は、1408年にハンガリー王ジギスムント（後に神聖ローマ皇帝を兼ねた）とその妃バルバラ・ツェリスカが創設した騎士団。ハンガリー王室や十字架を守り、その敵と戦うことを掲げた。当初ハンガリーの貴族や国外の名士ら21人を団員とし、後に拡張された。1437年のジギスムントの死によって騎士団は没落した。

## 主な騎士団員
- アラゴン王アルフォンソ5世（1408年）
- セルビアのステファン・ラザレヴィチ（1408年）
- チェコの貴族チェネク・ヴァルテンベルカ2世（1419年）
- ポーランド王兼リトアニア大公ヴワディスワフ2世
- リトアニア大公ヴィータウタス
- オーストリア公エルンスト
- デンマーク王クリストファ3世
- イングランド王ヘンリー5世
- のちのハンガリー王兼ボヘミア王ウラースロー2世
- ワラキア公ヴラド2世（1431年、ヴラド・ツェペシュの父）
- ワラキア公ヴラド3世（ヴラド・ツェペシュ）